# Högloftsstuga

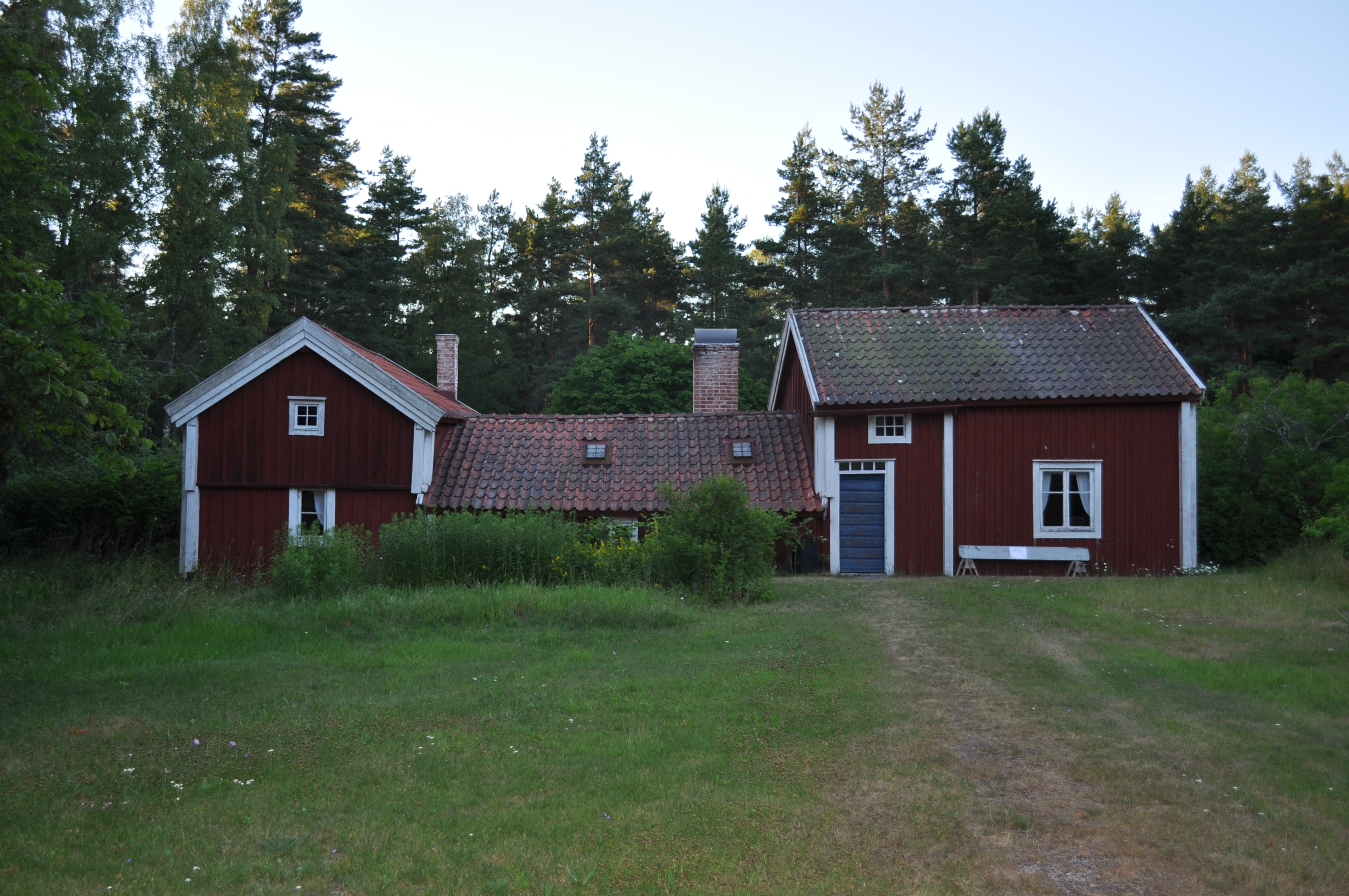
Möllerydstugan i Ronneby kommun, en av de få högloftsstugorna som står kvar på sin ursprungliga plats

En högloftsstuga, bålestuga eller, som det modernt döptes av etnolog Sigurd Erixon 1917, sydgötiskt hus, är en historisk byggnadstyp hemmahörande i södra Götaland och Skåneland, med kärnområdet Halland, norra Skåne, södra Småland och Blekinge. Byggnadstypen förekommer även på södra Öland, i södra Västergötland och södra Bohuslän.

## Kännetecken för byggnadstypen
Karakteristiskt för byggnadstypen är kombinationen av en låg ryggåsstuga med ett eller två högre lofthus, kallade för härbren i Halland och herbergen i Skåne, i direkt anslutning med husgavlarna. Byggnadskroppen får därav en, för byggnadstypen, typisk nivåskillnad i höjd mellan stugdel och loftdelar. Den ansenliga skorstenen som sticker upp ovan loften, vilket får stugdelen att kännas mindre, är ett annat kännetecken.

## Byggnadsteknik
Beroende på var huset uppfördes användes olika byggnadsteknik, allt efter naturliga förutsättningar och tillgängliga råvaror. Högloftsstugor byggdes på knut eller på stolpe, med liggande timmer, eller som en kombination av dessa. Oftast byggdes ryggåsstugan i timmer, antingen timrat på knut eller timrat på stolpe, medan lofthusen ibland byggdes i laföre (skiftesverk). 
Takmaterial var torv och/eller halm. Kombinationen torv på stugdel och halm på loftdelar var vanlig. När det blev vanligt med sticketak fick många hus detta takmaterial istället.

## Historia
Olika teorier har framförts om byggnadens ursprung. Enligt Erik Lundberg skulle högloftsstugan ha utvecklats ur en hallbyggnad kombinerad med försvarstorn, som från Normandie och England spritt sig under karolingisk tid. Sigurd Erixon har i stället tagit fasta på kombinationen av härbren och bostadshus, vilket har motsvarighet i nordvästtyska och sydskandinaviska städer. Han ansåg att högloften ursprungligen var köpmansbodar med spannmålsloft.
Högloftsstugor med ryggåsstuga och högt uppskjutande härbren har längst bibehållits i Halland och angränsande områden.
Ek anses vara det ursprungliga byggnadsmaterialet; senare tros andra byggnadsmaterial, främst furu, ha använts.  
Skorsten började först att användas under 1700-talet. Från början vädrades eldröken ut genom ett hål i taket som senare försågs med fönster.
Under 1700-talet fram till mitten av 1800-talet kom många av högloftsstugorna i Skåne att byggas om; främst höjdes stugdelen för en enhetlig höjd.

## Bilder

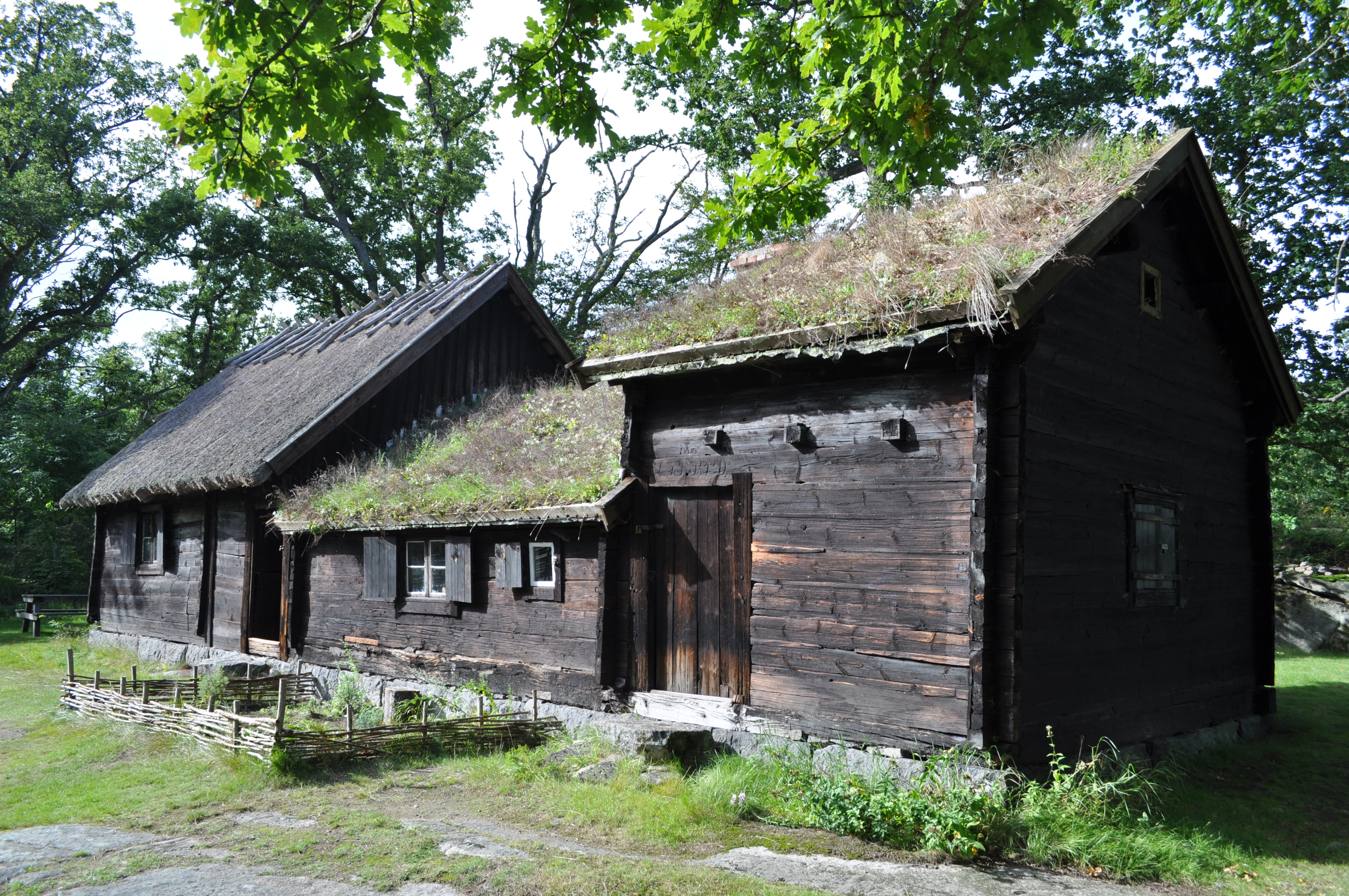
Blekingestugan i Vämöparken, Karlskrona
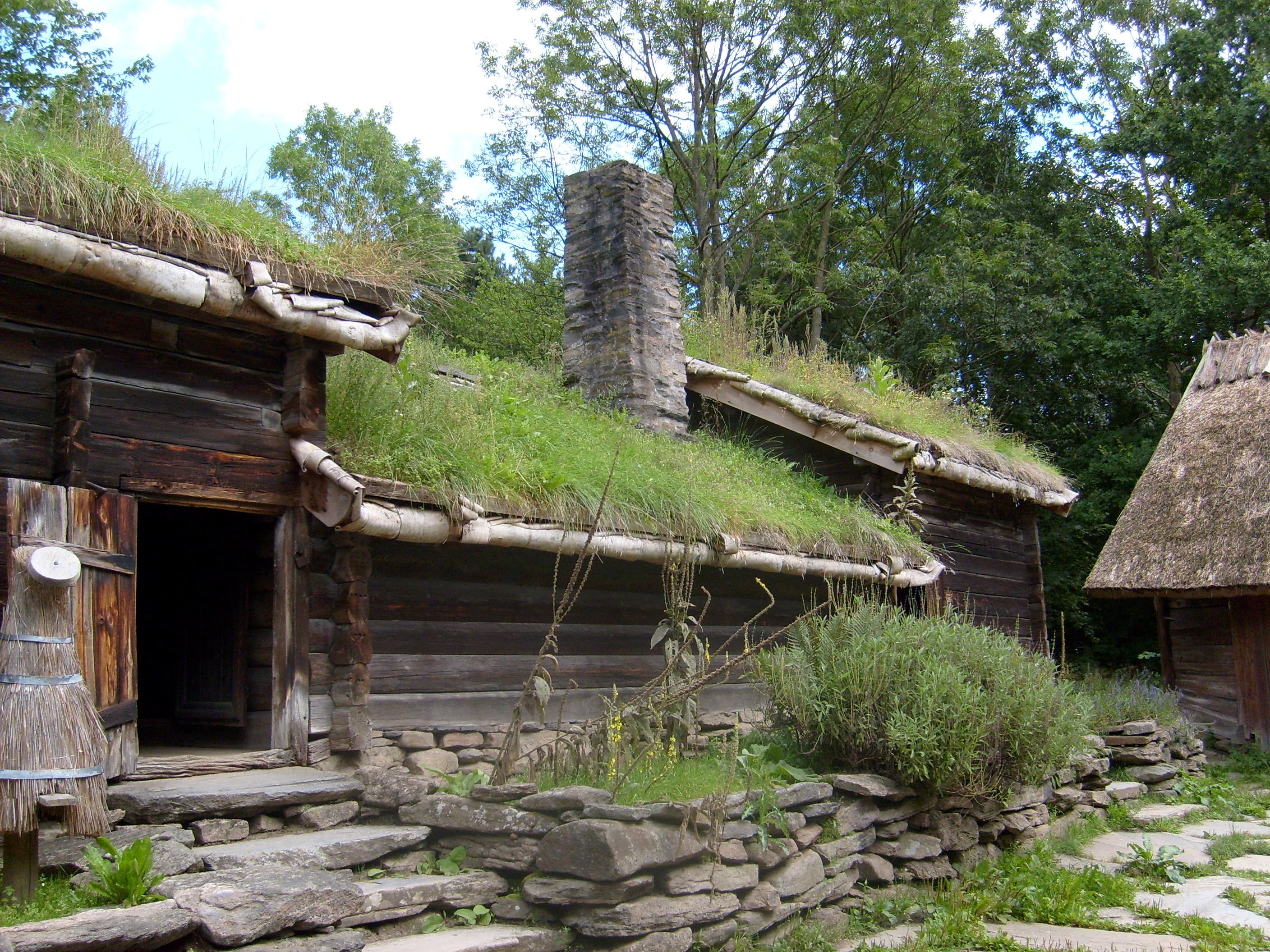
Hallandsgården på Frilandsmuseet utanför Köpenhamn
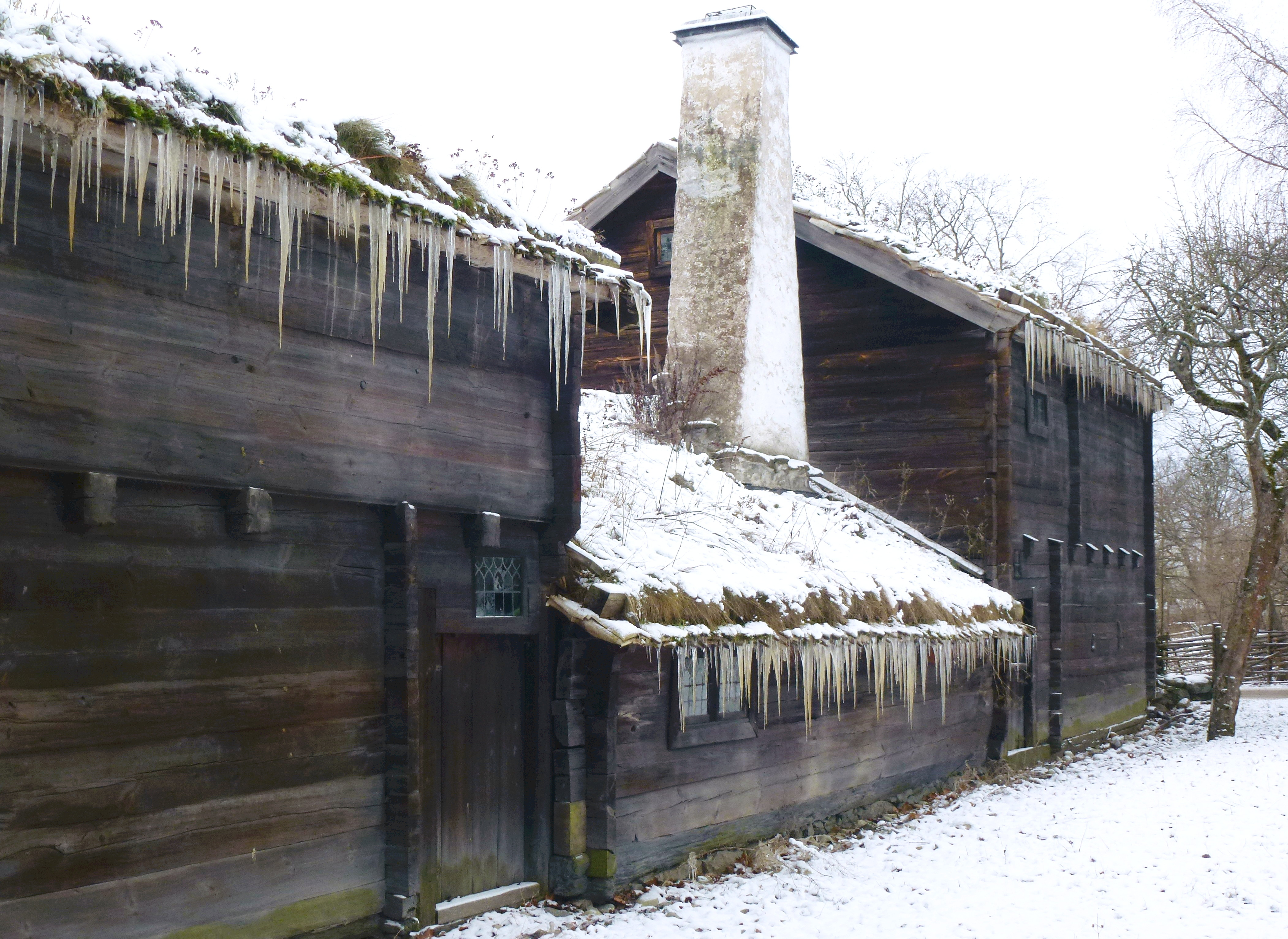
Kyrkhultsstugan på Skansen i Stockholm

## Några kända högloftsstugor
- Bexellska ryggåsstugan
- Grimmatorp
- Hagstadstugan
- Kyrkhultsstugan
- Lunnahöjastugan
- Oktorpsgården
- Tvillinggården från Näs
- Vippentorpet
- Äskhults by